# Lodo Schifani
Con lodo Schifani si indica una disposizione contenuta all'articolo 1 della legge 20 giugno 2003, n. 140 della Repubblica Italiana in vigore dal 22 giugno 2003.

## Storia
Al fine di dare attuazione all'articolo 68 della Costituzione della Repubblica Italiana - come modificato dalla legge costituzionale 29 ottobre 1993, n. 3 - si rese necessario che il parlamento approvasse una legge di attuazione; per questo motivo il 30 maggio 2001 Marco Boato (Federazione dei Verdi) presentò un disegno di legge che attuasse tali disposizioni. L'iter di approvazione della proposta di legge fu inizialmente assai lento: il disegno di legge iniziò ad essere esaminato dalla Commissione Affari Costituzionali e dalla Commissione Giustizia della Camera dei deputati solo il 20 giugno 2002 e venne licenziato e trasmesso all'Aula solo il 20 febbraio 2003. Il 9 aprile 2003 il disegno di legge venne approvato a larga maggioranza dalla Camera dei Deputati.
Nel maggio 2003, mentre il disegno di legge era all'esame del Senato della Repubblica, Antonio Maccanico (La Margherita) propose una modifica al disegno di legge: per evitare che nel semestre di presidenza italiana del Consiglio Europeo potesse essere lesa l'immagine internazionale dell'Italia con la condanna del suo premier, Maccanico propose che venisse previsto nella legge che le prime cinque cariche dello Stato (Presidente della Repubblica, Presidente del Senato della Repubblica, Presidente della Camera dei Deputati, Presidente del Consiglio dei Ministri e Presidente della Corte costituzionale) non potessero essere sottoposte a processi penali durante il semestre in cui l'Italia presiedeva il Consiglio Europeo. Tale proposta divenne nota come lodo Maccanico.
Il 29 maggio 2003, mentre il centro-sinistra ancora valutava se trasformare l'idea di Maccanico in un emendamento, il capogruppo di Forza Italia Renato Schifani presentò un emendamento al disegno di legge. L'emendamento Schifani recepiva l'idea di Maccanico ma con una sostanziale differenza: mentre la proposta di Maccanico aveva effetto per sei mesi, l'emendamento Schifani prevedeva che i processi penali delle prime cinque cariche dello Stato fossero sospesi per tutto il periodo di tempo in cui la persona in questione avesse ricoperto quella carica. In seguito a questa modifica, Maccanico e l'intero centro-sinistra disconobbero la proposta e annunciarono il loro voto contrario.
Nonostante ciò, il 4 giugno 2003 il Senato approvò l'emendamento Schifani, che in seguito divenne noto come lodo Schifani oppure lodo Berlusconi. Il 5 giugno 2003 il Senato approvò, con il voto contrario del centro-sinistra, il disegno di legge Boato. Il 18 giugno 2003 la Camera approvò definitivamente il disegno di legge. Il centro-sinistra, per protesta, non partecipò al voto, ad eccezione della Margherita, che votò contro, e dei Socialisti Democratici Italiani, che si astennero. Votò contro anche il proponente del disegno di legge, Marco Boato.

## Iter di approvazione
L'iter di approvazione della legge fu inizialmente lungo, per proseguire decisamente più veloce. Di seguito i vari passaggi parlamentari:
- 30 maggio 2001 - Il disegno di legge (non ancora contenente il lodo)  viene presentato alla Camera dall'on. Marco Boato.
- 9 aprile 2003 - La Camera approva il disegno di legge con 214 sì, 6 no e 81 astenuti.
- 29 maggio 2003 - Il sen. Renato Schifani presenta al disegno di legge in Senato un emendamento contenente il lodo.
- 4 giugno 2003 - Il Senato approva l'emendamento Schifani con 146 sì e 101 no.
- 5 giugno 2003 - Il Senato approva il disegno di legge con 152 sì e 107 no.
- 18 giugno 2003 - La Camera approva in via definitiva il disegno di legge con 302 sì, 17 no e 13 astenuti.
- 20 giugno 2003 - Il Presidente della Repubblica Carlo Azeglio Ciampi firma la legge.

## Analisi

### Il contenuto
L'emendamento modificava l'articolo 1 del disegno di legge che, dopo l'approvazione dell'emendamento, recitava così:
Articolo 1
«Non possono essere sottoposti a processi penali, per qualsiasi reato anche riguardante fatti antecedenti l'assunzione della carica o della funzione fino alla cessazione delle medesime, il Presidente della Repubblica, il Presidente del Senato, il Presidente della Camera dei Deputati, il Presidente del Consiglio dei Ministri, il Presidente della Corte costituzionale.»

### La terminologia
La scelta del termine lodo, da parte di Antonio Maccanico, dipese dall'impostazione "bipartisan" che ispirava la proposta. Componente essenziale del "lodo" era infatti la negoziazione tra destra e sinistra e l'apposizione di un termine semestrale alla durata della previsione legislativa. Poiché però la proposta fu fatta propria dalla maggioranza di governo del 2003 senza l'elemento caratterizzante del termine temporale, la parola "lodo" (scelta per evocare le procedure di conciliazione arbitrale, condotte da onesti sensali come si presentava il Maccanico) perse il suo significato profondo. Eppure essa rimase nella vulgata giornalistica, anche quando la proposta fu duramente contestata dalle opposizioni nel Parlamento e nel Paese.

### Le critiche
La modifica all'articolo 1 apportata dall'emendamento Schifani accese numerose polemiche derivanti dal sospetto che il provvedimento fosse stato avanzato allo scopo non dichiarato di sollevare l'allora Presidente del Consiglio Silvio Berlusconi dalle accuse imputategli nel processo SME. Per questo motivo, il provvedimento passò alla storia come un classico esempio di legge ad personam, approvata in tutta fretta per "salvare" Silvio Berlusconi dai suoi processi.

### Il giudizio di costituzionalità
A seguito di un'ordinanza di rimessione del Tribunale di Milano prodotta nel corso del procedimento penale a carico di Silvio Berlusconi, con la sentenza 20 gennaio 2004, n.24, la Corte costituzionale ha dichiarato l'incostituzionalità dell'articolo 1 della legge 140/2003. I giudici costituzionali lo ritennero infatti in contrasto con gli articoli 3 (principio di eguaglianza) e 24 (diritto di azione in giudizio e di difesa) della Costituzione. Ulteriori profili di incostituzionalità, segnalati in riferimento agli articoli 111 (principi del cd. "giusto processo"), 112 (obbligatorietà dell'azione penale), 117 (ottemperanza ai vincoli derivanti dall'ordinamento comunitario e dagli obblighi internazionali) e 138 (procedura di revisione del testo e delle altre leggi costituzionali), furono ritenuti "assorbiti" (ma non eliminati) dai due succitati. Va notato come l'articolo 138 non facesse parte dei parametri di incostituzionalità menzionati esplicitamente dal Tribunale di Milano, benché fosse, come evidenziato dalla Corte, sotteso a tutti gli argomenti sviluppati dallo stesso. Con la stessa sentenza del 2004, la Corte costituzionale dichiarò ammissibile la richiesta di referendum abrogativo del medesimo articolo 1 della legge n. 140 del 2003. Il referendum non ha avuto luogo perché l'ufficio centrale per il referendum ha preso atto che le norme oggetto del referendum abrogativo non erano più presenti nell'ordinamento giuridico.
In seguito, con la sentenza 390/2007, la Corte costituzionale ha dichiarato l'incostituzionalità dei commi 2, 5 e 6 dell'articolo 6 della legge 140/2003, nella parte in cui prevedono un divieto generale di uso delle intercettazioni non solo verso i parlamentari, ma anche nei confronti di terze persone a colloquio con il parlamentare. Secondo la Corte costituzionale tali commi sarebbero in contrasto con l'articolo 3 (principio di eguaglianza) della Costituzione.

## Le successive disposizioni legislative
Nel luglio 2008 è entrato in vigore il lodo Alfano «con l'obiettivo di tutelare l'esigenza assoluta della continuità e regolarità dell'esercizio delle più alte funzioni pubbliche». A parere del guardasigilli Angelino Alfano, il nuovo provvedimento si differenzierebbe dal lodo Maccanico, che riprende in termini di contenuti, in quanto compatibile con quanto indicato nella sentenza della Consulta che lo aveva abrogato. Le modifiche apportate da questo Lodo al precedente sono diverse, tra cui il termine di legislatura per la sospensione dei processi e la possibilità di proseguire con le azioni civili di risarcimento. Il 7 ottobre 2009 la nuova versione del Lodo viene giudicata incostituzionale dalla Corte costituzionale per violazione degli articoli 3 e 138 della Costituzione Italiana.